# 小口兔鮭
小口兔鮭（学名：Microstoma microstoma）為輻鰭魚綱水珍魚目小口兔鮭科的其中一種，為深海魚類，分布於東大西洋愛爾蘭南部、地中海西部；西大西洋墨西哥灣；西太平洋澳洲與紐西蘭海域，本魚身體銀色，近尾部黑色，體長可達21公分，棲息在中層水域，以浮游生物為食，生活習性不明。
其种加词“microstoma”意为“小口的”。